# اپی‌ژنتیک دیابت نوع ۲
در سال‌های اخیر آشکار شده‌است که محیط و مکانیسم‌های زیربنایی بر بیان ژن و ژنوم خارج از جزم اصلی زیست‌شناسی تأثیر می‌گذارد. مشخص شده‌است که مکانیسم‌های اپی ژنتیکی زیادی در تنظیم و بیان ژن‌ها مانند متیلاسیون DNA و بازسازی کروماتین نقش دارند. اعتقاد بر این است که این مکانیسم‌های اپی ژنتیکی عاملی در ایجاد بیماری‌های پاتولوژیک مانند دیابت نوع ۲ هستند. درک اپی ژنوم بیماران دیابتی ممکن است به روشن شدن علل پنهان این بیماری کمک کند.

## ژن کاندید PPARGC1A
ژن PPARGC1A ژن‌های دخیل در متابولیسم انرژی را تنظیم می‌کند. از آنجایی که دیابت نوع ۲ با هیپرگلیسمی مزمن در نتیجه اختلال در عملکرد سلول‌های بتا پانکراس و مقاومت به انسولین در بافت‌های محیطی مشخص می‌شود، تصور می‌شد که ممکن است این ژن در بیماران دیابتی نوع ۲ از طریق متیلاسیون DNA کاهش یابد.